# Правительство Мелони
Правительство Мелони (итал. Governo Meloni) — 68-е правительство Итальянской Республики, действующее с 22 октября 2022 года под председательством Джорджи Мелони. Мелони стала первой женщиной на посту премьер-министра Италии. Состав кабинета был объявлен 21 октября 2022 года и официально приведён к присяге на следующий день. Правительство считается одним из самых быстро сформированных в истории Итальянской Республики. Также данное правительство считается самым правым со времен Второй мировой войны.

## История

### Формирование правительства
После первого заседания нового состава парламента Италии внутри правоцентристской коалиции начала расти напряжённость. 13 октября Сильвио Берлускони отказался поддержать Иньяцио Ла Русса, политика в прошлом с неофашистскими взглядами и кандидата от партии «Братья Италии» (БИ) на пост президента Сената Республики. Он получил 116 голосов из 206 в первом туре, благодаря поддержке оппозиционных партий правоцентристской коалиции, и был в итоге избран.
Напряжённость продолжала расти, в частности, между Берлускони и Джорджей Мелони, которую Берлускони описывал как «высокомерную, властную, бесцеремонную» в своих заметках в Сенате. В последующие дни после встреч между лидерами партий напряженность ослабла, и правоцентристские коалиционные партии достигли соглашения о формировании нового кабинета.
20 октября были начаты официальные консультации между президентом Серджо Маттареллой и партиями. На следующий день представители партий «Братья Италии», «Лига», «Вперед, Италия» и коалиция «Граждане Италии» — «Мы — оппортунисты» — «Ассоциативное движение итальянцев за рубежом» объявили Маттарелле, что достигли соглашения о формировании коалиционного правительства Мелони. Во второй половине дня Маттарелла вызвал Мелони в Квиринальский дворец и попросил её сформировать новое правительство. В тот же день Мелони объявила состав кабинета, который был официально приведен к присяге 22 октября. Кабинет получил вотум в конце октября, достигнув большинства в обеих палатах.
25 октября Мелони произнесла первую официальную речь в качестве премьер-министра перед Палатой депутатов. В своей речи она подчеркнула важность того, что является первой женщиной на посту главы итальянского правительства. Мелони поблагодарила нескольких итальянских женщин, в частности, Тину Ансельми, Саманту Кристофоретти, Грацию Деледда, Ориану Фаллачи, Леонильду Йотти, Риту Леви-Монтальчини и Марию Монтессори, которые, по её словам, «на собственном примере построили лестницу, которая сегодня позволяет мне подняться и разбить тяжелый стеклянный потолок, нависший над нашими головами». 31 октября правительство назначило заместителей министров и их младших статс-секретарей. Выбор одного из заместителей министров Галеаццо Биньями вызвал споры и привлёк международное внимание, когда в интернете появилась фотография 2005 года, на которой изображён Биньями с нацистской повязкой на руке.

### Внутренняя политика
Первый закон правительства Мелони был связан с тюремным режимом, который не позволяет лицам, совершившим насильственные преступления, в частности, связанным с мафией и терроризмом, получать льготы в тюрьме в случае отказа в сотрудничестве с правоохранительными органами. В 2021 году Конституционный суд Италии постановил, что данный закон является неконституционным.
Одна из первых мер, принятых правительством, касалась пандемии COVID-19 и заключалась в полной отмене сертификатов о прививках «Зелёный пропуск» (англ. Green Pass). Также было принято решение, что невакцинированные врачи могут вернуться на работу. Другая политика, которую новое правое правительство считает также приоритетной — распространение средств оплаты наличными. По мнению критиков, данное решение будет способствовать уклонению от налогов и теневой занятости. В ответ на это, сторонники данной меры, включая Мелони, опровергают это мнение. Проведённый опрос показал, что 6 из 10 правых избирателей согласны с тем, что такой закон будет способствовать процветанию теневой занятости.
31 октября правительство утвердило распоряжение, предусматривающее наказание в виде тюремного заключения сроком до шести лет за незаконные вечеринки и митинги. Это произошло на фоне антифашистских протестов в университете Сапиенца, которые подверглись критике из-за реакции полиции, и митинга в Предаппио, устроенного в честь столетия похода на Рим, который привёл к приходу к власти Бенито Муссолини и появлению итальянского фашизма в правительстве.
Несмотря на то, что официально закон был представлен как мера против нелегальных рейв-вечеринок, он распространялся на любую встречу, на которой присутствовало более 50 человек и которую государственные власти считают опасной
. Данное решение вызвало многочисленную критику. Закон также вызвал протест со стороны оппозиционных партий и ассоциаций по защите гражданских прав. Например, по мнению Amnesty International, он «рисковал подорвать право на мирный протест». Джузеппе Конте из партии «Движение пяти звёзд» сравнил меру с полицейским государством. Закон был также оспорен партией «Вперед Италия», просившей сократить срок наказания до четырёх лет. Данное предложение поддержали некоторые члены партий «Братья Италии» и «Лига». Министр юстиции Карло Нордио выступал против.
17 июля 2025 года отмечено 1000 дней правительства. За этот период открыт 1 млн новых рабочих мест. Правительство ведёт диалог с профсоюзами и бизнес-ассиоциациями по вопросам труда.

## Географическое распределение
- Северная Италия

Фоновая картограмма, показывающая места рождения министров

  - Ломбардия: 5 министров, 4 младших статс-секретаря (9 человек)
  - Пьемонт: 3 министра, 2 младших статс-секретаря (5 человек)
  - Венето: 3 министра, 3 младших статс-секретаря (6 человек)
  - Эмилия-Романья: 2 министра, 2 заместителя министра, 2 младших статс-секретаря (6 человек)
  - Фриули-Венеция-Джулия: 1 министр, 1 заместитель министра, 1 младший статс-секретарь (3 человека)
  - Лигурия: 1 министр, 1 заместитель министра, 1 младший статс-секретарь (3 человека)
- Центральная Италия
  - Лацио: премьер-министр, 4 министра[a], 2 заместителя министра, 4 младших статс-секретарей (11 человек)
  - Тоскана: 3 младших статс-секретаря
  - Абруццо: 2 младших статс-секретаря
  - Марке: 1 младший статс-секретарь
  - Умбрия: 1 младший статс-секретарь
- Южная Италия и островная Италия
  - Кампания: 2 министра, 1 заместитель министра, 2 младших статс-секретаря (5 человек)
  - Апулия: 1 министр, 1 заместитель министра, 2 младших статс-секретаря (4 человека)
  - Сардиния: 1 министр
  - Сицилия: 1 министр, 2 младших статс-секретаря (3 человека)
  - Калабрия: 2 младших статс-секретаря

## Список членов правительства
| Ведомство | Фотография                                                | Имя                                                               | Заместители министра                                                                    | Младшие статс-секретари | Партия                                 |
| --- | --------------------------------------------------------- | ----------------------------------------------------------------- | --------------------------------------------------------------------------------------- | --- | -------------------------------------- |
| Председатель Совета министров Италии итал. Presidente del Consiglio dei Ministri                                                                                          |                                                           | Джорджа Мелони итал. Giorgia Meloni                               |                                                                                         | - Алессио Бутти (БИ) итал. Alessio Butti - Джованбаттиста Фаццолари (БИ) итал. Giovanbattista Fazzolari - Альберто Баракини (ВИ) итал. Alberto Barachini - Алессандро Морелли (Лига) итал. Alessandro Morelli - Луиджи Збарра (Независимый по квоте правоцентристов) итал. Luigi Sbarra — с 12.06.2025 | Братья Италии итал. Fratelli d'Italia  |
| Вице-председатель Совета министров Италии итал. Vicepresidente del Consiglio dei ministri della Repubblica Italiana                                                       |                                                           | Антонио Таяни итал. Antonio Tajani                                |                                                                                         | - Алессио Бутти (БИ) итал. Alessio Butti - Джованбаттиста Фаццолари (БИ) итал. Giovanbattista Fazzolari - Альберто Баракини (ВИ) итал. Alberto Barachini - Алессандро Морелли (Лига) итал. Alessandro Morelli - Луиджи Збарра (Независимый по квоте правоцентристов) итал. Luigi Sbarra — с 12.06.2025 | Вперёд, Италия (ВИ) итал. Forza Italia |
| Вице-председатель Совета министров Италии итал. Vicepresidente del Consiglio dei ministri della Repubblica Italiana                                                       |                                                           | Маттео Сальвини итал. Matteo Salvini                              |                                                                                         | - Алессио Бутти (БИ) итал. Alessio Butti - Джованбаттиста Фаццолари (БИ) итал. Giovanbattista Fazzolari - Альберто Баракини (ВИ) итал. Alberto Barachini - Алессандро Морелли (Лига) итал. Alessandro Morelli - Луиджи Збарра (Независимый по квоте правоцентристов) итал. Luigi Sbarra — с 12.06.2025 | Лига итал. Lega                        |
| Министр иностранных дел и международного сотрудничества итал. Ministri degli affari esteri e della cooperazione internazionale                                            |                                                           | Антонио Таяни итал. Antonio Tajani                                | - Эдмондо Чириэлли (БИ) итал. Edmondo Cirielli                                          | - Джорджо Силли (Мы — оппортунисты) итал. Giorgio Silli - Мария Триподи (ВИ) итал. Maria Tripodi | ВИ итал. Forza Italia                  |
| Министр внутренних дел итал. Ministri dell'interno |                                                           | Маттео Пьянтедози итал. Matteo Piantedosi                         |                                                                                         | - Ванда Ферро (БИ) итал. Wanda Ferro - Эмануэль Приско (БИ) итал. Emanuele Prisco - Никола Мольтени (Лига) итал. Nicola Molteni | Независимый кандидат                   |
| Министр юстиции итал. Ministri della Giustizia |                                                           | Карло Нордио итал. Carlo Nordio                                   | - Франческо Паоло Систо (ВИ) итал. Francesco Paolo Sisto                                | - Андреа Дельмастро (БИ) итал. Andrea Delmastro - Андреа Остеллари (Лига) итал. Andrea Ostellari | Братья Италии итал. Fratelli d'Italia  |
| Министр обороны итал. Ministri della Difesa |                                                           | Гвидо Крозетто итал. Guido Crosetto                               |                                                                                         | - Маттео Перего (ВИ) итал. Matteo Perego - Изабелла Раути (БИ) итал. Isabella Rauti | Братья Италии итал. Fratelli d'Italia  |
| Министр экономики и финансов итал. Ministri dell'Economia e delle Finanze                                                                                                 |                                                           | Джанкарло Джорджетти итал. Giancarlo Giorgetti                    | - Маурицио Лео (БИ) итал. Maurizio Leo                                                  | - Лючия Альбано (БИ) итал. Lucia Albano - Федерико Френи (Лига) итал. Federico Freni - Сандра Савино (ВИ) итал. Sandra Savino | Лига итал. Lega                        |
| Министр экономического развития итал. Ministri dello Sviluppo Economico                                                                                                   |                                                           | Адольфо Урсо итал. Adolfo Urso                                    | - Валентино Валентини (БИ) итал. Valentino Valentini                                    | - Фаусто Бергамотто (БИ) итал. Fausta Bergamotto - Массимо Битончи (БИ) итал. Massimo Bitonci | Братья Италии итал. Fratelli d'Italia  |
| Министр сельского хозяйства и продовольственного суверенитета итал. Ministri delle Politiche Agricole, Alimentari e Forestali                                             |                                                           | Франческо Лоллобриджида итал. Francesco Lollobrigida              |                                                                                         | - Луиджи Д’Эрамо (Лига) итал. Luigi D'Eramo - Патрицио Ла Пьетра (БИ) итал. Patrizio Giacomo La Pietra | Братья Италии итал. Fratelli d'Italia  |
| Министр окружающей среды и энергетической безопасности итал. Ministri dell'Ambiente e della Tutela del Territorio e del Mare                                              |                                                           | Джильберто Пикетто-Фратин итал. Gilberto Pichetto Fratin          | - Ванния Гава (Лига) итал. Vannia Gava                                                  | - Клаудио Барбаро (БИ) итал. Claudio Barbaro | Братья Италии итал. Fratelli d'Italia  |
| Министр устойчивой инфраструктуры и мобильности итал. Ministri delle Infrastrutture e dei Trasporti                                                                       |                                                           | Маттео Сальвини итал. Matteo Salvini                              | - Галеацо Биньями (БИ) итал. Galeazzo Bignami - Эдоардо Рикси (Лига) итал. Edoardo Rixi | - Туллио Ферранте (ВИ) итал. Tullio Ferrante | Лига итал. Lega                        |
| Министр труда и социальной политики итал. Ministri del Lavoro e delle Politiche Sociali                                                                                   |                                                           | Марина Эльвира Кальдероне итал. Marina Elvira Calderone           | - Мария Тереза Беллучи (БИ) итал. Maria Teresa Bellucci                                 | - Клаудио Дуригон (Лига) итал. Claudio Durigon | Независимый кандидат                   |
| Министр просвещения и заслуги итал. Ministri dell'istruzione e del merito                                                                                                 |                                                           | Джузеппе Вальдитара итал. Giuseppe Valditara                      |                                                                                         | - Паола Фрассинетти (БИ) итал. Paola Frassinetti |                                        |
| Министр университетов и научных исследований итал. Ministri dell'università e della ricerca                                                                               |                                                           | Анна Мария Бернини итал. Anna Maria Bernini                       |                                                                                         | - Августа Монтарули (БИ) итал. Augusta Montaruli | ВИ итал. Forza Italia                  |
| Министр культуры итал. Ministri della cultura |                                                           | Дженнаро Санджулиано итал. Gennaro Sangiuliano до 6 сентября 2024 |                                                                                         | - Лючия Боргонзони (Лига) итал. Lucia Borgonzoni - Джанмарко Мацци (БИ) итал. Gianmarco Mazzi - Витторио Згарби (Мы — оппортунисты) итал. Vittorio Sgarbi | Независимый кандидат                   |
| Министр культуры итал. Ministri della cultura | Алессандро Джули итал. Alessandro Giuli с 6 сентября 2024 |                                                                   |                                                                                         | - Лючия Боргонзони (Лига) итал. Lucia Borgonzoni - Джанмарко Мацци (БИ) итал. Gianmarco Mazzi - Витторио Згарби (Мы — оппортунисты) итал. Vittorio Sgarbi | Независимый кандидат                   |
| Министр здравоохранения итал. Ministri della salute |                                                           | Орацио Скиллачи итал. Orazio Schillaci                            |                                                                                         | - Марчелло Джеммато (БИ) итал. Marcello Gemmato | Независимый кандидат                   |
| Министр туризма итал. Ministri del turismo |                                                           | Даниела Сантанке итал. Daniela Santanchè                          |                                                                                         | | Братья Италии итал. Fratelli d'Italia  |
| Министр без портфеля по связям с парламентом итал. Ministri per i rapporti con il Parlamento                                                                              |                                                           | Лука Чириани итал. Luca Ciriani                                   |                                                                                         | - Джузеппина Кастьелло (Лига) итал. Giuseppina Castiello - Матильда Сиракусано (ВИ) итал. Matilde Siracusano | Братья Италии итал. Fratelli d'Italia  |
| Министр без портфеля по делам государственной службы итал. Ministri per la pubblica amministrazione                                                                       |                                                           | Паоло Дзангрилло итал. Paolo Zangrillo                            |                                                                                         | | ВИ итал. Forza Italia                  |
| Министр без портфеля по делам регионов и автономий Италии итал. Ministri per gli affari regionali e le autonomie                                                          |                                                           | Роберто Кальдероли итал. Roberto Calderoli                        |                                                                                         | | Лига итал. Lega                        |
| Министр без портфеля по делам Юга Италии и защите моря итал. Ministri per il Sud                                                                                          |                                                           | Нелло Музумечи итал. Nello Musumeci                               |                                                                                         | | Братья Италии итал. Fratelli d'Italia  |
| Министр без портфеля по европейской политике, сплочению и НПЭВУ итал. Ministri per gli affari europei                                                                     |                                                           | Раффаэле Фитто итал. Raffaele Fitto до 30 ноября 2024             |                                                                                         | | Братья Италии итал. Fratelli d'Italia  |
| Министр без портфеля по европейской политике, сплочению и НПЭВУ итал. Ministri per gli affari europei                                                                     | Томмазо Фоти итал. Tommaso Foti со 2 декабря 2024         |                                                                   |                                                                                         | | Братья Италии итал. Fratelli d'Italia  |
| Министр без портфеля по делам семьи, рождаемости и обеспечению равных возможностей итал. Ministri per le politiche per la famiglia итал. Ministro per le pari opportunità |                                                           | Эуджения Роччелла итал. Eugenia Roccella                          |                                                                                         | | Братья Италии итал. Fratelli d'Italia  |
| Министр без портфеля спорта и молодежи итал. Ministri per lo sport |                                                           | Андреа Абоди итал. Andrea Abodi                                   |                                                                                         | | Независимый кандидат                   |
| Министр без портфеля по делам лиц с ограниченными возможностями итал. Ministri per le disabilità                                                                          |                                                           | Алессандра Локателли итал. Alessandra Locatelli                   |                                                                                         | | Лига итал. Lega                        |
| Министр без портфеля по институциональным реформам итал. Ministri per le riforme istituzionali                                                                            |                                                           | Элизабетта Альберти-Казеллати итал. Elisabetta Alberti Casellati  |                                                                                         | | ВИ итал. Forza Italia                  |
| Секретарь совета министров итал. Vicepresidente del Consiglio dei ministri                                                                                                |                                                           | Альфредо Мантовано итал. Alfredo Mantovano                        |                                                                                         | | Независимый кандидат                   |

## Комментарии
1. ↑  Один из них также занимает пост вице-премьера Совета министров.